# Tondokerto
Tondokerto is een bestuurslaag in het regentschap Pati van de provincie Midden-Java, Indonesië. Tondokerto telt 1280 inwoners (volkstelling 2010).